# Episodi di Justified (prima stagione)

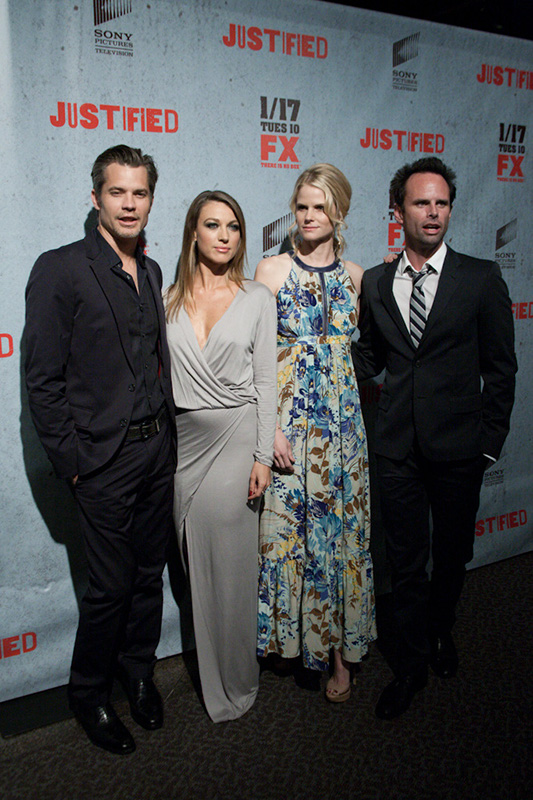
Parte del cast della serie: Timothy Olyphant, Natalie Zea, Joelle Carter e Walton Goggins.

La prima stagione della serie televisiva Justified, composta da 13 episodi, è stata trasmessa negli Stati Uniti dal 16 marzo all'8 giugno 2010, sulla rete televisiva via cavo FX.
In Italia la stagione è andata in onda sul canale satellitare AXN dal 25 gennaio al 12 aprile 2011, mentre in chiaro è stata trasmessa da TOP Crime dal 25 gennaio al 5 marzo 2015.
| nº | Titolo originale            | Titolo italiano       | Prima TV USA   | Prima TV Italia  |
| -- | --------------------------- | --------------------- | -------------- | ---------------- |
| 1  | Fire in the Hole            | Fuoco in buca         | 16 marzo 2010  | 25 gennaio 2011  |
| 2  | Riverbrook                  | Soldi scomparsi       | 23 marzo 2010  | 1º febbraio 2011 |
| 3  | Fixer                       | Incidente di percorso | 30 marzo 2010  | 8 febbraio 2011  |
| 4  | Long in the Tooth           | Dentista in fuga      | 6 aprile 2010  | 15 febbraio 2011 |
| 5  | The Lord of War and Thunder | Un brutto carattere   | 13 aprile 2010 | 22 febbraio 2011 |
| 6  | The Collection              | Una donna pericolosa  | 20 aprile 2010 | 1º marzo 2011    |
| 7  | Blind Spot                  | Il sicario            | 27 aprile 2010 | 8 marzo 2011     |
| 8  | Blowback                    | Un coltello alla gola | 4 maggio 2010  | 15 marzo 2011    |
| 9  | Hatless                     | Nel giro dell'usura   | 11 maggio 2010 | 22 marzo 2011    |
| 10 | The Hammer                  | Mike il martello      | 18 maggio 2010 | 29 marzo 2011    |
| 11 | Veterans                    | Il debito di Arlo     | 25 maggio 2010 | 5 aprile 2011    |
| 12 | Fathers and Sons            | Padri e figli         | 1º giugno 2010 | 12 aprile 2011   |
| 13 | Bulletville                 | Resa dei conti        | 8 giugno 2010  | 12 aprile 2011   |

## Fuoco in buca
- Titolo originale: Fire in the Hole
- Diretto da: Michael Dinner
- Scritto da: Graham Yost

### Trama
Il vicesceriffo federale Raylan Givens viene trasferito dalla Florida al nativo Kentucky in seguito alla discutibile uccisione di un criminale. La prima indagine che riceve dal suo nuovo capo Arthur "Art" Mullen riguarda la distruzione, per mezzo di un bazooka, di una chiesa frequentata da afroamericani ma anche sospettata di attività di spaccio. Dalle testimonianze dei presenti riconosce il modo di fare dell'amico di gioventù Boyd Crowder, attualmente a capo di un gruppo di neonazisti. Poco tempo dopo il fratello di Crowder viene ucciso dalla sua consorte Ava.
- Ascolti Stati Uniti: telespettatori 4.158.000[3]

## Soldi scomparsi
- Titolo originale: Riverbrook
- Diretto da: Michael Dinner
- Scritto da: Graham Yost

### Trama
Nell'infermeria della struttura detentiva in cui è rinchiuso, Boyd confessa a Raylan di non provare rancore nei suoi confronti e annuncia un cambiamento di vita dettato dalla fede. Durante un'uscita del gruppo musicale composto da carcerati 'The Big House', due galeotti riescono a fuggire. Uno degli evasi, ormai vicino alla conclusione della sua lunga pena, era riuscito a nascondere la refurtiva dell'ultimo colpo commesso quindici anni prima. Per ritrovarla si rivolge all'ex moglie e al suo attuale compagno, sospettando che i due abbiano anticipato le sue mosse.
- Ascolti Stati Uniti: telespettatori 3.536.000[4]

## Incidente di percorso
- Titolo originale: Fixer
- Diretto da: Fred Keller
- Scritto da: Benjamin Cavell

### Trama
A Raylan viene assegnato lo strambo informatore Arnold Pinter, che lo aiuta ad arrestare un ricercato. Quando Givens torna da lui per pagarlo, Pinter è scomparso. Art non dà molto peso alla faccenda, ma Raylan decide di indagare.
- Ascolti Stati Uniti: telespettatori 2.308.000[5]

## Dentista in fuga
- Titolo originale: Long in the Tooth
- Diretto da: Adam Arkin
- Scritto da: Chris Provenzano

### Trama
Raylan e Rachel vengono mandati a Los Angeles, dove è stato avvistato Roland Pike. Dopo aver ottenuto una laurea a Panama, il fuggitivo aveva aperto uno studio dentistico in California per curare le persone senza assistenza sanitaria. Rolly scappa verso il Messico assieme alla sua segretaria e amante, tentando di seminare sia i federali che i trafficanti di droga per cui lavorava un tempo.
- Ascolti Stati Uniti: telespettatori 2.100.000[6]

## Un brutto carattere
- Titolo originale: The Lord of War and Thunder
- Diretto da: Jon Avnet
- Scritto da: Gary Lennon

### Trama
Il padre di Raylan, Arlo Givens, viene arrestato dopo aver messo a soqquadro la casa del suo affittuario. La sua seconda moglie Helen, nonché zia di Raylan, contatta il vicesceriffo per convincerlo a pagare la cauzione. Quando il locatario ricambia il favore ad Arlo ed aggredisce Helen, Raylan si interessa al caso.
- Ascolti Stati Uniti: telespettatori 2.407.000[7]

## Una donna pericolosa
- Titolo originale: The Collection
- Diretto da: Rod Holcomb
- Scritto da: Graham Yost

### Trama
Givens indaga sul presunto suicidio di un criminale che era sul punto di essere arrestato. Poco prima della morte Raylan e Art gli avevano notificato il sequestro di tutti i suoi beni, tra i quali spiccavano dei quadri realizzati da Adolf Hitler.
- Ascolti Stati Uniti: telespettatori 2.058.000[8]

## Il sicario
- Titolo originale: Blind Spot
- Diretto da: Michael Watkins
- Scritto da: Wendy Calhoun

### Trama
Mentre sono a letto, Ava e Raylan sono vittima di un tentato omicidio, ma Givens riesce a colpire e mettere in fuga l'assalitore. Poco prima Ava era stata minacciata da un membro della famiglia Crowder, ma quando Givens va ad interrogarlo l'uomo non presenta ferite sul proprio corpo.
- Ascolti Stati Uniti: telespettatori 2.257.000[9]

## Un coltello alla gola
- Titolo originale: Blowback
- Diretto da: Jon Avnet
- Scritto da: Benjamin Cavell

### Trama
Mentre Raylan si prepara ad essere interrogato dal procuratore Vasquez in merito ai suoi metodi di lavoro, l'ergastolano Cal Wallace che si trova in quel momento nei loro uffici riesce a sopraffare due guardie carcerarie e a prenderle in ostaggio, barricandosi in una stanza. Givens prova a negoziare con un uomo che non ha più niente da perdere dopo anni di soprusi e umiliazioni subiti in prigione. Nel frattempo Winona riceve una strana visita da un certo Wynn Duffy legata agli ambigui affari del marito Gary.
- Ascolti Stati Uniti: telespettatori 2.456.000[10]

## Nel giro dell'usura
- Titolo originale: Hatless
- Diretto da: Peter Werner
- Scritto da: Dave Andron

### Trama
Durante il suo periodo di ferie forzate Raylan si occupa delle minacce ricevute da Winona e da suo marito. Mentre aspetta l'ex moglie in un bar litiga con due avventori, che lo picchiano e gli rubano il cappello. Intanto Gary fa visita all'amico ed ex atleta professionista Toby Griffin allo scopo di racimolare denaro utile a pagare l'ingente debito nei confronti del criminale Emmitt Arnett. Toby rifiuta, ma si offre di intimorire Wynn Duffy per permettere a Gary di guadagnare tempo.
- Ascolti Stati Uniti: telespettatori 2.088.000[11]

## Mike il martello
- Titolo originale: The Hammer
- Diretto da: John Dahl
- Scritto da: Fred Golan, Chris Provenzano

### Trama
Chiamato da Boyd in una località tra i boschi per vedere la sua nuova comunità "religiosa", Raylan offre platealmente denaro ai suoi adepti al fine di ottenere prove utili a far tornare in carcere il loro leader. Viene poi assegnato alla scorta dell'eccentrico giudice Mike Reardon, vittima di un attentato per mezzo di un serpente velenoso. Nei ritagli di tempo cerca di rintracciare Israel Fandi, il pastore della chiesa distrutta da Crowder nel primo episodio, allo scopo di convincerlo a testimoniare contro di lui. Intanto Boyd minaccia tre produttori di metanfetamina pretendendo che interrompano le loro attività.
- Ascolti Stati Uniti: telespettatori 2.082.000[12]

## Il debito di Arlo
- Titolo originale: Veterans
- Diretto da: Tony Goldwyn
- Scritto da: Benjamin Daniel Lobato

### Trama
Raylan indaga sull'esplosione della roulotte dove veniva realizzata la droga. Il gesto di Boyd ha l'effetto di convincere i due produttori di metanfetamina sopravvissuti a chiedere la protezione di Bo Crowder. Continuando a sostenere le sue ragioni religiose, Boyd rivela a Raylan che durante il periodo di detenzione suo padre aveva ceduto il controllo dello spaccio ad Arlo, con risultati disastrosi. Il genitore di Raylan si trova così indebitato con Crowder ed evita ogni contatto col figlio rifugiandosi in un locale per veterani.
- Ascolti Stati Uniti: telespettatori 1.814.000[13]

## Padri e figli
- Titolo originale: Fathers and Sons
- Diretto da: Michael Katleman
- Scritto da: Dave Andron

### Trama
Bo Crowder viene invitato a Miami per incontrare di persona i fornitori di un grosso carico di efedrina che sta per partire per il Kentucky. Raylan e Art propongono ad Arlo di indossare un microfono e incontrare Bo per offrirsi di lavorare al suo servizio. Ava lascia la casa di Winona per trasferirsi nella propria residenza, ma la trova occupata dagli uomini del suocero. Tornata al motel dove Raylan alloggia, rinuncia a chiedere il suo aiuto quando scopre che è andato a letto con l'ex moglie.
- Ascolti Stati Uniti: telespettatori 2.129.000[14]

## Resa dei conti
- Titolo originale: Bulletville
- Diretto da: Adam Arkin
- Scritto da: Fred Golan

### Trama
Bo reagisce alla distruzione del suo carico di droga attaccando l'accampamento del figlio ed obbligandolo ad abbandonare i suoi seguaci. L'intervento di altre agenzie federali nelle indagini sembrerebbe cambiare i piani, ma Arlo propone a Bo di continuare a fare il doppio gioco. Crowder chiede allora a Givens di consegnargli Raylan.
- Ascolti Stati Uniti: telespettatori 2.031.000[15]